# Alonsótegui
Alonsótegui (en euskera: Alonsotegi) es una anteiglesia y municipio de la provincia de Vizcaya, País Vasco, España. El actual Alonsótegui aparece en los años 1990 al segregarse de Baracaldo, municipio al que estaba unido desde finales del siglo XIX. Alonsótegui está a una distancia aproximada al centro de Bilbao de 8 kilómetros. Está emplazado en el fondo del valle del río Cadagua, siguiendo la dirección de la carretera BI-636 que va desde Zorroza hasta Valmaseda.
Con una extensión total de 21 km², sus 3020 habitantes (INE 2024), se reparten entre las tres localidades y núcleos de población del término municipal. Su capital se encuentra en Alonsótegui. Sus localidades y núcleos de población son: Alonsótegui, Iráuregui y Arbuyo.

## Geografía
Alonsótegui ocupa 21 km². El asentamiento de la población e industrias se encuentra en el corredor que el río Cadagua abre entre la sierra Sasiburu (hasta 500 m s. n. m. (metros sobre el nivel del mar)) y los montes Ganekogorta (998 m) y Pagasarri (673 m). Diversos arroyos nacen en sus laderas y aportan sus aguas al río Cadagua. El centro urbano se encuentra a una altitud de 32 m.
- Límites al norte con Baracaldo y Bilbao; al sur con Arrancudiaga y Güeñes; al este con Arrigorriaga y Bilbao, y al oeste con Güeñes.

## Historia
No se encuentra el topónimo Alonsótegui en ningún documento anterior al año 1300.
La historia de Alonsótegui se concreta en cuatro períodos:
1. Hasta finales del siglo XV y comienzos del siglo XVI Alonsótegui fue parte integrante del municipio de Arrigorriaga. En el siglo XV se construyó la iglesia de San Antolín, el edificio más antiguo del municipio.
2. En el siglo XVI se constituyó como anteiglesia independiente, situación que permaneció hasta 1888. La iglesia parroquial de San Bartolomé fue construida en el siglo XVI y se desmembró de su antigua matriz, Santa María Magdalena de Arrigorriaga, debido a la lejanía que separaba a ambas localidades. El 24 de octubre de 1647 se firmó una Escritura de Concordia entre las anteiglesias de Alonsótegui y Arrigorriaga para determinar el «modo y forma en que han de gozar y usufructuar en lo sucesivo los montes que están desde lo alto de Muniaran, el aprovechamiento de pastos y herbajes y el gobierno político y peculiar que cada una de ellas han de observar, con otras cosas que resultan de dicha escritura». Y el 7 de agosto de 1777 se firmó en la anteiglesia de San Vicente de Abando la Escritura de Concordia entre la villa de Bilbao y las anteiglesias de Alonsótegui y Arrigorriaga sobre el «Reconocimiento del sitio de la nueva nevera, construida por villa en el monte Ganekogorta». En el siglo XIX es muy destacable el impacto negativo que la última Guerra Carlista produjo en las arcas de la anteiglesia de Alonsótegui por suministros hechos al Ejército Carlista, lo cual fue la principal causa que condujo a sus vecinos a pedir su anexión a la anteiglesia de Baracaldo.
3. Desde el 13 de noviembre de 1888 hasta el 31 de diciembre de 1990, Alonsótegui permaneció anexionado al municipio de Baracaldo construyéndose en 1903 el edificio de las escuelas y en 1904 la nueva parroquia de San Bartolomé. En este periodo tuvo lugar el atentado del bar Aldana en 1980, acción del terrorismo de extrema derecha que se cobró la vida de cuatro personas.
4. Por último, el 1 de enero de 1991 inicia una nueva etapa constituyendo un nuevo y distinto municipio en unión con el barrio de Iráuregui, hasta la fecha baracaldés.
Alonso-tegi significa algo así como mansión o finca de Alonso. Y Alonso es una versión antigua de Aloysius, es decir, Luis.

## Cultura

### Patrimonio
El entorno de Alonsótegui resulta una zona de gran atractivo en la que aún quedan muchas cosas por conocer. Los Senderos de Pequeño Recorrido nos permiten disfrutar de los enclaves más atractivos del municipio mediante agradables paseos que partiendo del núcleo urbano nos acercan a zonas de gran valor como son el macizo de Ganekogorta y el cordal de Sasiburu.
Minas, seles, neveras, yacimientos, antiguos asentamientos, caseríos, robledales, hayedos, pastizales, jabalíes, corzos... forman una oferta completa de recursos a gusto del visitante que muchas personas disfrutan a diario.
Alonsótegui cuenta con diversos elementos de interés histórico, cultural y natural:
- Neveras del Pagasarri
- Puente de Iráuregui
- Ermita de San Antolín de Iráuregui, ermita de San Martín, ermita de Santa Quiteria y ermita de Nuestra Señora de La Guía
- Construcciones neovascas como las viviendas obreras de Barrankalea
- Construcciones neogóticas como la iglesia de San Bartolomé
- Elementos arquitectónicos de interés etnográfico como las cuadras y rediles del barrio pastoril de Artiba.

## Demografía
Alonsótegui cuenta con una población de 3020 habitantes (INE 2024).
| Gráfica de evolución demográfica de Alonsótegui entre 1842 y 2021 |
| |
| Población de derecho según los censos de población del INE Población de hecho según los censos de población del INEEntre el censo de 1897 y el anterior, este municipio desaparece porque se integra en el municipio 48013 (Baracaldo) Entre el censo de 1991 y el anterior, aparece este municipio porque se segrega del municipio 48013 (Baracaldo) |

### Transporte y comunicaciones
El territorio del municipio actual albergó hasta tres estaciones ferroviarias. El entorno ferroviario del municipio cambió drásticamente a partir de 1972 con la integración en FEVE de los antiguos trazados ferroviarios del Ferrocarril de la Robla y de la Compañía del Ferrocarril de Santander a Bilbao.

## Administración y política
| Partido político                                              | 2023   | 2023       | 2019   | 2019       | 2015   | 2015       | 2011   | 2011       | 2007   | 2007       | 2003        | 2003        | 1999   | 1999       | 1995   | 1995       | 1991  | 1991       |
| Partido político                                              | %      | Concejales | %      | Concejales | %      | Concejales | %      | Concejales | %      | Concejales | %           | Concejales  | %      | Concejales | %      | Concejales | %     | Concejales |
| Euskal Herria Bildu (EH Bildu)-Bildu                          | 52,23  | 7          | 44,00  | 5          | 34,99  | 4          | 29,34  | 4          | —      | —          | —           | —           | —      | —          | —      | —          | —     | —          |
| Euzko Alderdi Jeltzalea-Partido Nacionalista Vasco (EAJ-PNV)  | 36,57  | 4          | 40,28  | 5          | 48,37  | 6          | 41,55  | 5          | 48,07  | 6          | 48,87       | 7           | 37,99  | 5          | 35,52  | 5          | 37,04 | 5          |
| Partido Socialista de Euskadi-Euskadiko Ezkerra (PSE-EE PSOE) | 7,39   | 0          | 12,05  | 1          | 10,68  | 1          | 10,15  | 1          | 14,67  | 2          | 9,13        | 1           | 5,41   | 0          | 4,63   | 0          | 2,38  | 0          |
| Partido Popular del País Vasco (PP)                           | 1,31   | 0          | 2,01   | 0          | 2,39   | 0          | 3,99   | 0          | 4,65   | 0          | 5,75        | 0           | 6,27   | 0          | 6,31   | 0          | —     | —          |
| Alonsotegiko Ezkerra (AE)                                     | —      | —          | —      | —          | —      | —          | 11,38  | 1          | 14,48  | 1          | 18,74       | 2           | 13,82  | 2          | 12,01  | 1          | —     | —          |
| Ezker Batua-Berdeak (EB-B)                                    | —      | —          | —      | —          | —      | —          | 1,76   | 0          | 2,52   | 0          | 3,14        | 0           | 1,58   | 0          | 4,07   | 0          | 0,33  | 0          |
| Eusko Alkartasuna (EA)                                        | —      | —          | —      | —          | —      | —          | —      | —          | 14,54  | 2          | 13,76       | 1           | 16,78  | 2          | 22,24  | 3          | 29,39 | 3          |
| Euskal Herritarrok (EH)-Herri Batasuna (HB)                   | —      | —          | —      | —          | —      | —          | —      | —          | —      | —          | Ilegalizado | Ilegalizado | 17,13  | 2          | 13,64  | 2          | 15,07 | 2          |
| Euskadiko Ezkerra (EE)                                        | PSE-EE | PSE-EE     | PSE-EE | PSE-EE     | PSE-EE | PSE-EE     | PSE-EE | PSE-EE     | PSE-EE | PSE-EE     | PSE-EE      | PSE-EE      | PSE-EE | PSE-EE     | PSE-EE | PSE-EE     | 14,46 | 1          |